# 4YU
「4YU」（フォーユー）は、さかいゆうの4枚目のアルバム
。

## 解説
- 初回生産限定盤は、カバーCD「さかいゆう COVER COLLECTION」を付属。

## 収録曲
1. SO RUN
2. Doki Doki
  - J-WAVE 2015冬のキャンペーンソング
3. WALK ON AIR
  - 6thシングル収録曲
4. 下剋情緒
5. あるギタリストの恋
6. 愛は急がず -Oh Girl-
7. サマーアゲイン
  - 1st EP「サマーアゲインEP」収録曲
8. SELFISH JUSTICE
9. トウキョーSOUL
10. 愛は微熱
11. ジャスミン
  - 6thシングル曲

- さかいゆう：全曲作曲、作詞 (#1.2.4.5.7.8.10.11)、編曲 (#2.4.7.8.9.10)
- 渡辺シュンスケ：作詞 (#3)
- 西寺郷太 (NONA REEVES)：作詞 (#6)
- 森雪之丞：作詞 (#9)
- 蔦谷好位置：作曲・編曲 (#11)
- mabanua：編曲 (#1)
- Avec Avec：編曲 (#2.6)、作曲 (#6)
- 石崎光：編曲 (#3.5)
- Shingo Suzuki：編曲 (#7)

### 初回限定盤CD
- 「さかいゆうCOVER COLLECTION」

1. つつみ込むように…
  - 原曲：MISIA
  - オムニバスアルバム「FUNKY POP」収録。
2. 今夜はブギーバック（NICE VOCAL）
  - 原曲：小沢健二 featuring スチャダラパー
  - オムニバスアルバム「FUNKY POP」収録。
3. ACROSS THE UNIVERSE
  - 原曲：THE BEATLES
  - 2ndシングル「まなざし☆デイドリーム」収録。
4. One more time, One more chance
  - 原曲：山崎まさよし
  - 福耳のトリビュート・アルバム「HOME〜山崎まさよしトリビュート〜」収録。
5. 遠く遠く
  - 原曲：槇原敬之
  - 槇原敬之のトリビュート・アルバム「We Love Mackey」収録。
6. The Stranger
  - 原曲：Billy Joel
  - ビリー・ジョエルのトリビュート・アルバム「We Love Piano Man：トリビュート・トゥ・ビリー・ジョエル」収録。
7. 接吻
  - 原曲：ORIGINAL LOVE
  - 6thシングル「ジャスミン」収録。
8. よさこい鳴子踊り
  - 原曲：高知県民謡
  - 新録
9. What's Going On （LIVE at Billboard Live）
  - 原曲：Donny Hathaway（オリジナルはMarvin Gaye）
10. PAPER DOLL （LIVE at Billboard Live） 
  - 原曲：山下達郎

## 演奏
4YU
- さかいゆう
  - Vocal, Chorus (#1.2.4-11)
  - Acoustic Piano (#1.2.3.4.7-11)
  - Bass (#2.8.9.10)
  - Synth Bass (#1)
  - Synthesizer (#2)
  - Hand Clap (#3)
  - Upright Piano (#5)
  - Other Instruments (#7)
  - Programming (#8)
- 関口シンゴ
  - Guitar (#1)
  - Electric Guitar (#7)
- mabanua
  - Drums (#1.7.8.10)
  - Conga (#1.8)
  - Programming, Horn Arrangement (#1)
  - Guiro (#8)
- 川崎太一郎：Trumpet (#1)
- 廣瀬貴雄：Trombone (#1)
- 武嶋聡：Tenor Sax, Baritone Sax, Horn Arrangement (#1)
- 間宮工：Guitar (#2)
- あらきゆうこ
  - Drums (#2.3)
  - Tambourine, Hand Clap (#3)
- 根岸孝旨：Bass, Hand Clap (#3)
- 石崎光
  - Hand Clap, Background Vocal (#3)
  - Mellotron Mark VI, Rickenbacker, Tambourine (#5)
- 渡辺シュンスケ：Background Vocal (#3)
- 小山真人：Hand Clap (#3)
- 吉田サトシ：Guitar (#4)
- 種子田健：Bass (#4)
- 石若駿：Drums (#4)
- 吉岡悠歩、横沢ローラ：Background Vocal (#4)
- 竹内朋康：Guitar (#5.9)
- 伊賀航：Bass (#5)
- 松永俊弥：Drums (#5)
- Avec Avec：Programming, All Instruments (#6)
- Big Turtles：にぎやかし (#7)
- 田中義人
  - Guitar (#8)
  - Gut Guitar (#10)
- 三星章紘
  - Timbales, Bongos (#8)
  - Conga (#10)
  - Wind Chimes (#8.10)
- タケウチカズタケ：Organ (#9)
- 岡野“tiger”諭：Drums (#9)
- 石成正人：Acoustic Guitar (#10)
- 蔦谷好位置：Strings Arrangement (#11)
- 山口周平：Acoustic Guitar & Electric Guitar (#11)
- 松原秀樹：Bass (#11)
- 玉田豊夢：Drums, Tambourine (#11)
- 弦一徹ストリングス：Strings (#11)

さかいゆう COVER COLLECTION
- さかいゆう
  - Vocal
  - Arrangement (#3-8)
  - Piano (#3-10)
  - Chorus (#4-8)
  - Pianica (#5)
- ヒゲとシューマイ productions：Arrangement (#1.2)
- 村上秀一：Drums (#5)
- Shingo Suzuki (Ovall)：Arrangement, Bass (#6)
- mabanua (Ovall)：Drums (#6)
- 関口シンゴ (Ovall)：Electric Guitar (#6)
- 類家心平：Trumpet (#6)
- 田中拓也：Drums (#7)
- 鹿島達也：Wood Bass (#7)
- 屋敷豪太：Drums (#7)
- 柴山哲郎：Guitar (#8)
- 日野賢二：Bass (#8)
- 望月敬史：Drums (#8)
- 吉岡悠歩、Lyn：Chorus (#8)
- 田中義人：Guitar (#9.10)
- 岡沢章：Bass (#9.10)
- 中島オバヲ：Percussion (#9.10)
- 岡野諭：Drums (#9.10)